# 王仲刘旧居
王仲刘旧居为京师自来水公司协理、天津启新洋灰公司协理、天津华新纺织公司协理、华新公司唐山纺纱厂专务董事、卫辉纱厂董事、棉业公会董事、兴华资本团董事等职、民国参政院参政王锡彤之子王仲刘在天津的故居，建于1941年，位于当时的天津英租界的马厂道（Race Course Road）（今天津市和平区马场道54号）。该建筑现为一般保护等级历史风貌建筑和天津市文物保护单位。

## 历史
王仲刘旧居建于1941年，张学良曾在这里小住。中华人民共和国成立后，该建筑一度作为河北省天津地委办公楼，时任天津专区领导的刘青山、张子善曾在此办公。该建筑现为中国农业银行和平支行营业部。

## 建筑
王仲刘旧居建筑面积为1926平方米，为现代摩登风格三层砖混结构英式高级别墅住宅，建筑外立面为墙水泥饰面，局部清水墙，建筑首层两侧是半圆转角造型，设有带铁栏杆和水泥清水墙面的圆阳台，整所建筑逐层内收。建筑内部首层设有客厅、餐厅和花厅，二层设有书房和卧室。